# 1957-es Formula–1 monacói nagydíj
Az 1957-es Formula–1-es világbajnokság második futama a monacói nagydíj volt.

## Futam
Moss már a Vanwall színeiben indult, Tony Brooks csapattársaként. A Ferrari elveszítette Castellottit Modenában történt tesztbalesete után. Hawthorn és Collins mellé Maurice Trintignant és Wolfgang von Trips csatlakozott.
Fangio indult az első helyről, Collins és Moss mellől. Bár a rajt után Moss, majd a második körben Collins is elment Fangio mellett, mindketten baleseteztek a sikánnál. Fangio probléma nélkül továbbhajtott és megszerezte a vezetést. A leintéshez közeledve egyre csökkent a versenyben lévő autók száma, Trips Ferrarijának motorhibája után hatan maradtak.  A versenyt Fangio nyerte Brooks előtt. Jack Brabham a futam végén a benzinpumpa meghibásodása miatt kénytelen volt áttolni a célvonalon Cooperét, amivel a hatodik helyen rangsorolták. A harmadik helyen Masten Gregory ért célba.
|    | Rsz. | Versenyző                        | Csapat         | Körök | Idő/Kiesések        | Rajthely | Pontok |
| -- | ---- | -------------------------------- | -------------- | ----- | ------------------- | -------- | ------ |
| 1  | 32   | Juan Manuel Fangio               | Maserati       | 105   | 3:10'12,8           | 1        | 9      |
| 2  | 20   | Tony Brooks                      | Vanwall        | 105   | +25,2               | 4        | 6      |
| 3  | 2    | Masten Gregory                   | Maserati       | 103   | +2 kör              | 10       | 4      |
| 4  | 10   | Stuart Lewis-Evans               | Connaught-Alta | 102   | +3 kör              | 13       | 3      |
| 5  | 30   | Maurice Trintignant              | Ferrari        | 100   | +5 kör              | 6        | 2      |
| 6  | 14   | Jack Brabham                     | Cooper-Climax  | 100   | +5 kör              | 15       |        |
| Ki | 24   | Wolfgang von Trips Mike Hawthorn | Ferrari        | 95    | Motor               | 9        |        |
| Ki | 34   | Giorgio Scarlatti Harry Schell   | Maserati       | 64    | Olajszivárgás       | 14       |        |
| Ki | 6    | Ron Flockhart                    | BRM            | 60    | Motor               | 11       |        |
| Ki | 36   | Carlos Menditéguy                | Maserati       | 51    | Kipördült           | 7        |        |
| Ki | 12   | Ivor Bueb                        | Connaught-Alta | 47    | Üzemanyag-szivárgás | 16       |        |
| Ki | 38   | Harry Schell                     | Maserati       | 23    | Felfüggesztés       | 8        |        |
| Ki | 22   | Horace Gould                     | Maserati       | 10    | Baleset             | 12       |        |
| Ki | 26   | Peter Collins                    | Ferrari        | 4     | Baleset             | 2        |        |
| Ki | 18   | Stirling Moss                    | Vanwall        | 4     | Baleset             | 3        |        |
| Ki | 28   | Mike Hawthorn                    | Ferrari        | 4     | Baleset             | 5        |        |
| NK | 8    | Roy Salvadori                    | BRM            |       | Nem kvalifikált     |          |        |
| NK | 40   | Hans Herrmann                    | Maserati       |       | Nem kvalifikált     |          |        |
| NK | 4    | André Simon                      | Maserati       |       | Nem kvalifikált     |          |        |
| NK | 42   | Luigi Piotti                     | Maserati       |       | Nem kvalifikált     |          |        |
| NK | 16   | Les Leston                       | Cooper-Climax  |       | Nem kvalifikált     |          |        |

### Statisztikák
Juan Manuel Fangio 22. győzelme (R), 25. pole-pozíciója (R), 21. leggyorsabb köre (R), 8. mesterhármasa
- Maserati 7. győzelme

Vezető helyen:
- Stirling Moss: 4 kör (1-4)
- Juan Manuel Fangio: 101 kör (5-105)